# Kuta Tengah (Simpang Empat)
Kuta Tengah is een bestuurslaag in het regentschap Karo van de provincie Noord-Sumatra, Indonesië. Kuta Tengah telt 538 inwoners (volkstelling 2010).